# Que les gros salaires lèvent le doigt !
Pour plus de détails, voir Fiche technique et Distribution.
Que les gros salaires lèvent le doigt ! est une comédie dramatique française de Denys Granier-Deferre, sortie en 1982.

## Synopsis
André Jœuf (Jean Poiret) est le patron d'un cabinet d'assurances. Il invite pour un week-end tous ses employés dans sa maison de campagne. Mais derrière ce qui semble être une récompense, ce patron cynique cherche avant tout à déterminer lesquels de ses cadres (les « gros salaires ») il devra licencier afin de préserver son entreprise.

## Fiche technique
- Titre : Que les gros salaires lèvent le doigt !
- Réalisation : Denys Granier-Deferre, assisté de Bertrand Arthuys
- Scénario : Yves Stavrides et Jean-Marc Roberts d'après le roman Les bêtes curieuses de ce dernier
- Production : Alain Sarde et Alain Terzian
- Directeur de la photographie : Etienne Becker
- Affiche Philippe Lemoine
- Musique originale : Philippe Sarde
- Montage : Thierry Derocles
- Sortie : 3 novembre 1982
- Pays d'origine :  France
- Genre : Comédie dramatique
- Durée : 98 minutes

## Distribution
- Jean Poiret : André Jœuf
- Michel Piccoli : José Viss
- Daniel Auteuil : Jean-Baptiste Lumet (Lume)
- François Perrot : Calot
- Pierre Pernet : Fabre
- Tchéky Karyo : Sébaz
- Nadia Barentin : Madame Suzette Ciré
- Christian Colin : Desmarais
- François Lalande : Vézir
- Florence Pernel : Odile, la fille de Jœuf
- Jeanne Lallemand : Nathalie, la fille de Jœuf
- Michel Pilorgé : Gatti
- Max Mégy : Ponte
- Christian Charmetant : Patrick Blampain
- Bernard Marcellin : Arnaud
- Chantal Deruaz : Solange
- Gérard Chaillou : Sulser
- Patrick Bouchitey : Lenoir
- Laure Duthilleul : la secrétaire de Lume
- Yasmina Reza : la femme de chambre
- André Balland : le concierge de l'hôtel Bellevue
- Sophie Artur : la femme de ménage des assurances
- Marie Laforêt : Rose Jœuf (non crédité)

## Autour du tournage
- Ce film est le premier long-métrage de Denys Granier-Deferre, fils du cinéaste Pierre Granier-Deferre.
- Le film a été tourné au manoir « Le Logis d'Arnière » à Saint-Cyr-sous-Dourdan.
- La servante des Jœuf est interprétée par Yasmina Reza qui deviendra célèbre à la fin des années 1990 grâce à des pièces de théâtre (La traversée de l'hiver, Conversation après un enterrement, Art) et à des scénarios (notamment Le Pique-nique de Lulu Kreutz).
- La musique originale de Philippe Sarde a été reprise pour le film Les Deux Crocodiles de Joël Séria.